# Alarma Man
Alarma Man ist eine schwedische Indie-Band, die 2006 zum ersten Mal in der Szene auf sich aufmerksam machte. Ihre Musik zeichnet sich durch chaotische, ineinander verschlungene Melodien und hohe Repetitivität aus und ist stark vom Schlagzeug geprägt. Die Gruppe veröffentlichte bisher zwei Alben, beide bei dem Berliner Label Sinnbus.

## Mitglieder
Die aktuelle Besetzung besteht aus Andreas Litfeldt (Schlagzeug), Calle Fredriksson (Gitarre), Niklas Fors (Bass und Gesang) und Tom Skantze (Gitarre und Gesang). Bis zum Jahre 2009 spielte Viktor Lager die zweite Gitarre und sang, dann verließ er die Band und wurde von Tom Skantze ersetzt. 

## Alben

### Alarma Man
Das erste Album der Band wurde 2004 aufgenommen und am 25. August 2006 bei Sinnbus veröffentlicht. Es wird meist dem Math-Punk zugeordnet, die Gruppe selber bezeichnete ihren Stil als „Labyrint-Mathpunk“. Die zehn Instrumentalstücke wirken sehr chaotisch und verworren, insgesamt recht düster. Zudem fallen die Titel der Lieder auf, die kryptisch und teils Sinnlos wirken, beispielsweise seien hier „Cheese my Dad“ (auf Deutsch etwa „Käse meinen Vater“ bzw. „Käse, mein Vater“) und „Shut up or Chaque Jour“ (auf Deutsch etwa „Halt die Schnauze oder jeder Tag“) genannt.
Das Album wurde in der Szene sehr positiv aufgenommen. 

### Love Forever
Nach vier Jahren Pause veröffentlichten Alarma Man ihr zweites Album, es wurde am 13. August 2010 ebenfalls bei Sinnbus veröffentlicht. Erstmals ist auf diesem Album Gesang zu hören, insgesamt hat sich der Stil der Gruppe stark verändert.  Zwar ist die Musik nach wie vor recht verworren und wird dementsprechend immer noch dem Math-Punk zugerechnet, klingt aber schon sehr viel strukturierter als noch bei „Alarma Man“. Durch die Texte wird die Düsterkeit der Gruppe stärker hervorgebracht, während zugleich die Lieder an Struktur gewinnen. Dieser Umschwung wurde überwiegend positiv aufgenommen, einige Medien beurteilten jedoch die Veränderung eher negativ. Das Lied „Cabin in the Woods“ wurde später als Single ausgekoppelt, ist allerdings nicht als Tonträger verfügbar.